# Solen rosewateri
Solen rosewateri is een tweekleppigensoort uit de familie van de Solenidae. De wetenschappelijke naam van de soort is voor het eerst geldig gepubliceerd in 1971 door Van Regteren Altena.